# TTC8
Il dominio di ripetizione 8 del tetratricopeptide (TTC8) noto anche come sindrome di Bardet-Biedl 8 è una proteina che negli esseri umani è codificata dal gene TTC8.